# Euphorbia leuconeura
L'Euphorbia leuconeura, és una espècie de planta de la família Euphorbiaceae. és endèmica de Madagascar, on creix en els estrats baixos del bosc en àrees rocalloses. Pot arribar a assolir els 1,8 metres d'alçada i propaga les seves llavors disparant-les una quants metres amunt. Es troba en perill a conseqüència de la pèrdua d'hàbitat. L'epitet leuconeura prové de dues paraules gregues: λευκός (leukós -blanc-), i νευρά (neurá -nervi-). Si la planta presenta alguna ferida, secreta un fluid blanc que és tòxic i que causa irritacions severes de pell i pot actuar com a agent promotor de tumors.